# Saint-Pierre-des-Loges
Saint-Pierre-des-Loges é uma comuna francesa na região administrativa da Normandia, no departamento Orne. Estende-se por uma área de 9,86 km². Em 2010 a comuna tinha 160 habitantes (densidade: 16,2 hab./km²).